# Беддоу, Дон
Дон Беддоу (англ. Don Beddoe), полное имя — Дональд Теофилус Беддоу (англ. Donald Theophilus Beddoe) (1 июля 1903—19 января 1991) — американский характерный актёр театра, кино и телевидения, более всего известный по ролям в фильмах 1940—1950-х годов.
В 1930-х годах Беддоу выступал на бродвейской сцене, после чего перебрался в Голливуд, где сыграл почти в двухстах фильмах. Среди наиболее значимых картин с его участием — «Смертельный круиз Чарли Чана» (1940), «Весь город говорит» (1942), «Лучшие годы нашей жизни» (1946), «Дочь фермера» (1947), «Без ума от оружия» (1950), «Сирано де Бержерак» (1950), «Насаждающий закон» (1951), «Узкая грань» (1952), «Скандальная хроника» (1952), «Театральный фургон» (1953), «Лазейка» (1954), «Звезда родилась» (1954) и «Ночь охотника» (1955).
Начиная с 1950-х годов и вплоть до завершения карьеры в 1980-х годах, Беддоу много работал на телевидении.

## Ранние годы жизни и начало карьеры
Дон Беддоу родился 1 июля 1903 года в Питтсбурге в семье признанного оперного тенора валлийского происхождения Дэна Беддоу, который в 1919—1935 годах был профессором Консерватории Цинциннати. Дон вырос в Цинциннати, при этом неоднократно бывал в Лондоне и Нью-Йорке. После окончания Университета Цинциннати Дон в течение нескольких лет работал преподавателем, намереваясь сделать карьеру в сфере журналистики. Однако увлёкся театром и начал играть сначала в любительских труппах, а затем и в профессиональных коллективах. В Индианаполисе Беддоу вступил в театральную труппу известного продюсера Стюарта Уокера. Как однажды сказал Беддоу, «я знал с самого начала, что со своей внешностью я никогда не получу роль и не привлеку внимание публики, и потому я научился играть».

## Театральная карьера
В 1929 году Беддоу дебютировал на Бродвее в комедии «Богатый ниггер» (1929), главную роль в которой играл Спенсер Трейси. В дальнейшем Беддоу играл в таких бродвейских постановках, как драма «Зал игральных автоматов» (1930), которая положила начало кинокарьере Джеймса Кэгни, комедия «У греков было для этого слово» (1930—1931), комедия «Пой высоко, пой низко» (1931—1932), комедия «Муж воина» (1932), фарс «Человек кусает собаку» (1933), комедия «Голубая вдова» (1933), драма «Право по рождению» (1933), фарс «Предел — это небо» (1934), мелодрама «В никуда» (1935), комедия «Первая леди» (1935—1936) и комедия «Чудо отца Малахи» (1937—1938). Как отметила историк кино Карен Хэннсберри, «хотя большинство из этих спектаклей не имели особого успеха, Беддоу получил свой джекпот со спектаклем „У греков есть для этого слово“ (1930), который выдержал более 250 представлений».

## Кинокарьера
По словам историка кино Джима Бивера, «хотя некоторые источники утверждают, что Беддоу успел поиграть в маленьких ролях ещё в немых фильмах, настоящим его дебютом в кино стал 1937 год». Первое реально подтверждённое появление Беддоу на большом экране состоялось в конце 1930-х годов, когда он сыграл роль помощника прокурора в детективе «Тринадцатый человек» (1937). Подписав контракт со студией Columbia, Беддоу начал играть небольшие роли в фильмах категории А, а также роли второго плана — в фильмах студии категории В. В частности, он сыграл гангстера в криминальном триллере «Мой сын виновен» (1939), а также появился в драме «Золотой мальчик» (1939) с Уильямом Холденом в роли начинающего скрипача, который уходит в профессиональный бокс, однако, разочаровавшись в царящей там коррупции, возвращается к музыке.
В этот период Беддоу сыграл также лейтенанта полиции в фантастическом хорроре с участием Бориса Карлоффа «Человек, которого не cмогли повесить» (1939), репортёра в вестерне «Юнион Пасифик» (1939), капитана полиции в ещё одном хорроре с Карлоффом «Прежде чем меня повесят» (1940), криминального бизнесмена и дамского угодника, которого подозревают в убийстве, в криминальной комедии «Смертельный круиз Чарли Чана» (1940), шерифа в вестерне «Техас» (1941), лейтенанта полиции в фильме нуар «Лицо под маской» (1941) с Питером Лорре в главной роли, а также шефа полиции в романтической комедии «Весь город говорит» (1942). Он также играл в детективном киносериале студии о частном сыщике по прозвищу Одинокий волк и в нескольких комедиях по комиксу о Блонди. Кроме того, по словам Хэла Эриксона, Беддоу смог «продемонстрировать своё комедийное мастерство в короткометражных комедиях из серии о Трёх балбесах, а также в фильмах с участием комиков Энди Клайда и Чарли Чейза».
Во время Второй мировой войны Беддоу служил в ВВС и в звании лейтенанта в 1943—1944 годах выступал в хитовом бродвейском спектакле о военно-воздушных силах «Крылатая победа». В 1944 году на основе спектакля был снят одноимённый фильм, в котором Беддоу сыграл небольшую роль. Фильм был хорошо принят критикой.

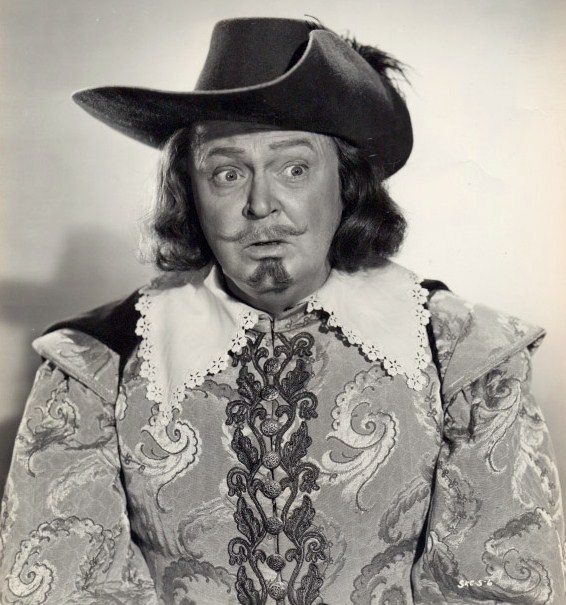
Дон Беддоу в фильме «Сирано де Бержерак» (1950)

Вернувшись в Голливуд, Беддоу сыграл в послевоенной мелодраме «Лучшие годы нашей жизни» (1946), которая была удостоена множества почётных наград. В том же году он исполнил роль американского агента в военном шпионском триллере «Управление стратегических служб» (1946) с Аланом Лэддом в главной роли, репортёра в комедии «Дочь фермера» (1947) с Лореттой Янг, а также сыграл в комедии «Сирано де Бержерак» (1950) по пьесе Эдмона Ростана с Хосе Феррером в заглавной роли и в драме «Сестра Керри» (1952) по роману Теодора Драйзера с Дженнифер Джонс в заглавной роли.
До конца 1950-х годов Беддоу сыграл торговца лошадьми в вестерне Говарда Хоукса «Большое небо» (1952) с Кирком Дугласом в главной роли, продюсера в музыкальной комедии «Театральный фургон» (1953) с Фредом Астером и руководителя студии в мюзикле «Звезда родилась» (1954) с Джуди Гарланд. В том же году Беддоу появился в вестерне «Река, не текущая вспять» (1954) с Робертом Митчемом и Мерлин Монро, за которым последовали небольшие роли в нуаровом триллере «Ночь охотника» (1955) с Митчемом в роли проповедника-убийцы, в биопике «Джокер» (1957) с Фрэнком Синатрой в роли знаменитого комика 1930—1950-х годов Джо Е. Льюиса, а также в остроумной сексуальной комедии «Телефон пополам» (1959) с Дорис Дэй и Роком Хадсоном.
В 1940—1950-х годах Беддоу сыграл также во многих фильмах нуар: «Калькутта» (1947), «Мне не поверят» (1947), «Без ума от оружия» (1950), «Саутсайд 1-1000» (1950), «В ловушке» (1950), «Насаждающий закон» (1951), «Неизвестный человек» (1951), «Рэкет» (1951), «Скандальная хроника» (1952), «Можно входить без стука» (1952), «Узкая грань» (1952) и «Лазейка» (1954). По мнению Хэннсберри, свои самые запоминающиеся роли Беддоу сыграл в последних двух фильмах. В «Узкой грани» он был Гасом Форбсом, детективом, которого убивают бандиты в тот момент, когда он сопровождает свидетельницу на суд. В «Лазейке» он сыграл непритязательного банковского кассира Германа Тейта, который с помощью хитроумного плана крадёт из другого банка 50 тысяч долларов.

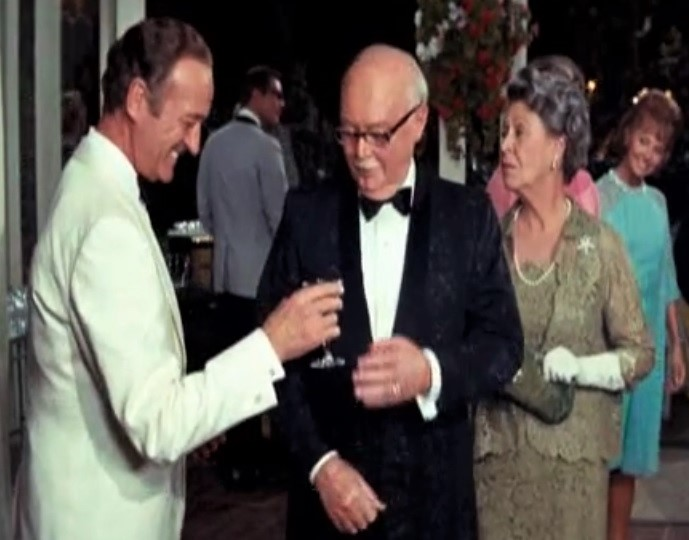
Дон Беддоу в трейлере фильма «Невозможные годы» (1968)

В 1960-х годах Беддоу стал реже появляться в кино, работая преимущественно на телевидении. Среди наиболее заметных его киноработ этого периода — главная «взрослая» роль в семейной приключенческой истории «Мальчик, который поймал вора» (1961), главная роль старого доброго священника в комедии «Святые грешники» (1961) и роль лепрекона в сказке «Джек, победитель великанов» (1962). Он также сыграл в нескольких взрослых комедиях, в частности, «Деликатное состояние папы» (1963), «Ради любви или денег» (1963) и «Очень необычная услуга» (1965).
Беддоу продолжал работать до середины 1980-х годов, последний раз появившись на экране в роли врача в сельской мелодраме «Никелевая гора» (1984).

## Карьера на телевидении
Как написала Хэннсберри, помимо насыщенной кинокарьеры Беддоу сыграл множество гостевых ролей на малом экране. С начала 1950-х и до начала 1980-х годов актёр снялся во многих самых популярных телесериалах, среди них «Одинокий рейнджер» (1950—1954, 5 эпизодов), «Дни в долине смерти» (1954—1959, 2 эпизода), «Есть оружие — будут путешествия» (1957—1962, 4 эпизода), «Перри Мейсон» (1957—1962, 3 эпизода), «Маверик» (1958—1961, 3 эпизода), «Представитель закона» (1958—1963, 3 эпизода), «Зорро» (1960), «Альфред Хичкок представляет» (1960), «Ларами» (1960—1963, 3 эпизода), «Бонанза» (1962), «Станция Юбочкино» (1964), «Дымок из ствола» (1965), «Моя жена меня приворожила» (1967), «Мэнникс» (1970) и «Маленький домик в прериях» (1982). Последний раз Беддоу появился на телеэкране в сериале NBC «Шоссе на небеса» (1984).

## Актёрское амплуа и оценка творчества
Хэл Эриксон описал Беддоу как «опрятного, полного характерного актёра», который, по словам Бивера, «играл в широком спектре ролей второго плана в огромном количестве фильмов, часто в ролях разговорчивого репортёра или робкого маленького человека». Киновед далее пишет, что Беддоу «быстро стал одним из самых узнаваемых лиц в Голливуде, хотя его мало кто знал вне профессиональной среды».
Как отметила Хэннсберри, за свою актёрскую карьеру, которая охватила семь десятилетий, Беддоу сыграл почти в 200 фильмах, при этом однажды за один год он сыграл в 27 фильмах. Среди его картин 12 были фильмами нуар, в которых Беддоу играл «всё — от вора с хорошими манерами до несчастного детектива полиции».

## Личная жизнь
Дон Беддоу был женат дважды. Его первой женой с 1943 года  и вплоть до своей смерти в 1974 году была Джесси Эвелин Себринг. В 1974 году Беддоу женился во второй раз на актрисе Джойс Мэтьюз, с которой прожил до своей смерти.
После ухода из кино Беддоу успешно работал в сфере недвижимости.

## Смерть
Дон Беддоу умер 19 января 1991 года в Лагуна-Хилс, Калифорния, в возрасте 87 лет.

## Фильмография
| Год       |     | Русское название                     | Оригинальное название               | Роль                                                                     |
| --------- | --- | ------------------------------------ | ----------------------------------- | ------------------------------------------------------------------------ |
| 1937      | ф   | Тринадцатый человек                  | The 13th Man                        | помощник окружного прокурора (в титрах не указан)                        |
| 1939      | ф   | Снова эта женщина                    | There's That Woman Again            | Джонсон                                                                  |
| 1939      | ф   | Одинокий волк: Шпионская охота       | The Lone Wolf Spy Hunt              | инспектор Томас                                                          |
| 1939      | ф   | Летающие джимены                     | Flying G-Men                        | У.С. Хэмилтон                                                            |
| 1939      | ф   | Блонди знакомится с боссом           | Blondie Meets the Boss              | Марвин Уильямс                                                           |
| 1939      | ф   | Роман красного леса                  | Romance of the Redwoods             | Форбс                                                                    |
| 1939      | ф   | За этими стенами                     | Outside These Walls                 | Динки                                                                    |
| 1939      | ф   | Мэндрейк, фокусник                   | Mandrake, the Magician              | Фрэнк Реймонд                                                            |
| 1939      | ф   | Пропавшие дочери                     | Missing Daughters                   | Эл Фэрроу                                                                |
| 1939      | ф   | Человек, которого не смогли повесить | The Man They Could Not Hang         | лейтенант полиции Шейн                                                   |
| 1939      | ф   | Конга, дикий жеребец                 | Konga, the Wild Stallion            | Фред Мартин                                                              |
| 1939      | ф   | Золотой мальчик                      | Golden Boy                          | Борнео                                                                   |
| 1939      | ф   | Эти высокие серые стены              | Those High Grey Walls               | Жокей                                                                    |
| 1939      | ф   | Скандальная хроника                  | Scandal Sheet                       | Чик Келлер                                                               |
| 1939      | ф   | Осторожно, привидения!               | Beware Spooks!                      | Ник Бруно                                                                |
| 1939      | ф   | Удивительный мистер Уильямс          | The Amazing Mr. Williams            | детектив Дивер                                                           |
| 1939      | кор | Трое мягкотелых мужчин               | Three Sappy People                  | Дж. Рамсфорд Рамсфорд                                                    |
| 1939      | кор | Энди Клайд получает цыплёнка         | Andy Clyde Gets Spring Chicken      | Тинклберри, дворецкий                                                    |
| 1939      | ф   | Мой сын виновен                      | My Son Is Guilty                    | Дьюк Мейсон                                                              |
| 1939      | ф   | Юнион Пасифик                        | Union Pacific                       | репортёр (в титрах не указан)                                            |
| 1939      | ф   | Хорошие девушки едут в Париж         | Good Girls Go to Paris              | адвокат Томас Джеймисон (в титрах не указан)                             |
| 1939      | ф   | Береговая охрана                     | Coast Guard                         | бармен (в титрах не указан)                                              |
| 1939      | ф   | Укрощая Запад                        | Taming of the West                  | Коулман (в титрах не указан)                                             |
| 1940      | ф   | Одинокий волк наносит удар           | The Lone Wolf Strikes               | инспектор Конрой                                                         |
| 1940      | ф   | Блонди на бюджете                    | Blondie on a Budget                 | Марвин Уильямс                                                           |
| 1940      | ф   | Человек из Перекати-поля             | The Man from Tumbleweeds            | губернатор Доусон                                                        |
| 1940      | ф   | Смертельный круиз Чарли Чана         | Charlie Chan's Murder Cruise        | Джеймс Росс                                                              |
| 1940      | ф   | Побег от славы                       | Escape to Glory                     | главный инженер корабля Андерсон                                         |
| 1940      | ф   | Бездушные мужчины                    | Men Without Souls                   | начальник тюрьмы Шафер                                                   |
| 1940      | ф   | Остров обречённых                    | Island of Doomed Men                | Бранд                                                                    |
| 1940      | ф   | Техасский дилижанс                   | Texas Stagecoach                    | Таг Уилсон                                                               |
| 1940      | ф   | Пульс Манхэттена                     | Manhattan Heartbeat                 | Престон                                                                  |
| 1940      | ф   | Девушки улицы                        | Girls of the Road                   | шериф                                                                    |
| 1940      | ф   | Военная академия                     | Military Academy                    | Марти Льюис                                                              |
| 1940      | ф   | Секретная семёрка                    | The Secret Seven                    | майор Блинн                                                              |
| 1940      | ф   | Прежде, чем меня повесят             | Before I Hang                       | капитан Макгроу                                                          |
| 1940      | кор | Привидение заговорило                | The Spook Speaks                    | молодой муж                                                              |
| 1940      | ф   | Красота на продажу                   | Glamour for Sale                    | Фрэнк Риган                                                              |
| 1940      | ф   | Так ты не будешь говорить            | So You Won't Talk                   | коп                                                                      |
| 1940      | ф   | К Западу от Абелина                  | West of Abilene                     | Форсит                                                                   |
| 1940      | ф   | За Сакраменто                        | Beyond the Sacramento               | начальник тюрьмы Маккей                                                  |
| 1940      | ф   | Одинокий волк идёт на свидание       | The Lone Wolf Keeps a Date          | Большой Джо Брейди                                                       |
| 1940      | ф   | Призрачная подводная лодка           | The Phantom Submarine               | Бартлетт                                                                 |
| 1940      | ф   | То, что называют любовью             | This Thing Called Love              | Том Хоуленд                                                              |
| 1940      | ф   | Девушка из кафе                      | Cafe Hostess                        | клиент (в титрах не указан)                                              |
| 1940      | кор | Ты нацистский шпион!                 | You Nazty Spy!                      | мистер Эмскрэй (в титрах не указан)                                      |
| 1940      | ф   | Осуждённая                           | Convicted Woman                     | Хэнк, репортёр (в титрах не указан)                                      |
| 1940      | ф   | Мистер Клайд отправляется на Бродвей | Mr. Clyde Goes to Broadway          | человек в публике (в титрах не указан)                                   |
| 1940      | кор | Крикун                               | The Heckler                         | менеджер «Грин Сокс» (в титрах не указан)                                |
| 1940      | ф   | Доктор женится                       | The Doctor Takes a Wife             | репортёр «Морнинг Экспресс» (в титрах не указан)                         |
| 1940      | ф   | Одинокий волк встречает леди         | The Lone Wolf Meets a Lady          | полицейский доктор (в титрах не указан)                                  |
| 1940      | ф   | Пять маленьких Пепперов в беде       | Five Little Peppers in Trouble      | судебный курьер (в титрах не указан)                                     |
| 1940      | ф   | Преступники панхандла                | Outlaws of the Panhandle            | шериф (в титрах не указан)                                               |
| 1941      | ф   | Лицо под маской                      | The Face Behind the Mask            | лейтенант Джеймс «Джим» О’Хара                                           |
| 1941      | ф   | Одинокий волк идёт на риск           | The Lone Wolf Takes a Chance        | шериф Хэггерти                                                           |
| 1941      | ф   | Несовершеннолетние                   | Under Age                           | Альберт Уорд                                                             |
| 1941      | ф   | Большой босс                         | The Big Boss                        | Клифф Рэндалл                                                            |
| 1941      | ф   | Она знала все ответы                 | She Knew All the Answers            | парикмахер                                                               |
| 1941      | ф   | Любимица кампуса                     | Sweetheart of the Campus            | шериф Денби                                                              |
| 1941      | ф   | Два латиноамериканца с Манхэттена    | Two Latins from Manhattan           | Дон Барлоу                                                               |
| 1941      | ф   | Техас                                | Texas                               | шериф                                                                    |
| 1941      | ф   | Блондинка из Сингапура               | The Blonde from Singapore           | сержант Бёрнс                                                            |
| 1941      | ф   | Спой за ужин                         | Sing for Your Supper                | Уинг Боули                                                               |
| 1941      | ф   | Лу из Гонолулу                       | Honolulu Lu                         | Бенни Бланчард                                                           |
| 1941      | ф   | Гарвард, я иду!                      | Harvard, Here I Come!               | Хайпо Макгонигл                                                          |
| 1941      | ф   | Нечестные партнеры                   | Unholy Partners                     | Майкл З. «Майк» Рейнольдс                                                |
| 1941      | ф   | Они не рискуют любить                | They Dare Not Love                  | второй моряк (в титрах не указан)                                        |
| 1942      | ф   | Закрой мой большой рот               | Shut My Big Mouth                   | Хилл                                                                     |
| 1942      | ф   | Не дамский угодник                   | Not a Ladies' Man                   | «Профессор Бигфут» Джонсон                                               |
| 1942      | ф   | Знакомьтесь: Стюарты                 | Meet the Stewarts                   | таксист                                                                  |
| 1942      | ф   | Диверсионный отряд                   | Sabotage Squad                      | шеф Хэнли                                                                |
| 1942      | ф   | Весь город говорит                   | The Talk of the Town                | шеф полиции                                                              |
| 1942      | ф   | Счастливые ноги                      | Lucky Legs                          | Нед Маклейн                                                              |
| 1942      | ф   | Смит из Миннесоты                    | Smith of Minnesota                  | Лью Смит                                                                 |
| 1942      | ф   | Младшая армия                        | Junior Army                         | Сагино Джейк                                                             |
| 1942      | ф   | Блонди для победы                    | Blondie for Victory                 | мистер Ларкин (в титрах не указан)                                       |
| 1942      | ф   | Бугимен доберется до тебя            | The Boogie Man Will Get You         | Дж. Гилберт Брэмптон (в титрах не указан)                                |
| 1942      | ф   | Внимание всем сетям                  | Stand By All Networks               | вражеский агент (в титрах не указан)                                     |
| 1943      | ф   | Сила прессы                          | Power of the Press                  | Принл (в титрах не указан)                                               |
| 1944      | ф   | Крылатая победа                      | Winged Victory                      | капеллан на пляже (в титрах не указан)                                   |
| 1945      | ф   | Корпорация Убийство                  | Crime, Inc.                         | окружной прокурор Диксон                                                 |
| 1945      | ф   | Полночная охота                      | Midnight Manhunt                    | детектив, лейтенант Макс Хёрли                                           |
| 1945      | ф   | Получить подвязку Герти              | Getting Gertie's Garter             | Клэнси (в титрах не указан)                                              |
| 1946      | ф   | Пресловутый Одинокий волк            | The Notorious Lone Wolf             | Стонли                                                                   |
| 1946      | ф   | Управление стратегических служб      | O.S.S.                              | Гейтс / Родни Пэрриш                                                     |
| 1946      | ф   | Лучшие годы нашей жизни              | The Best Years of Our Lives         | мистер Камерон                                                           |
| 1946      | ф   | За зелёными огнями                   | Behind Green Lights                 | доктор Дж.Ф. Ягер (в титрах не указан)                                   |
| 1946      | ф   | Позаботьтесь о невесте               | The Well-Groomed Bride              | гостиничный клерк (в титрах не указан)                                   |
| 1947      | ф   | Дочь фермера                         | The Farmer's Daughter               | Эйнар, репортёр                                                          |
| 1947      | ф   | Солдаты возвращаются домой           | Buck Privates Come Home             | мистер Робертс                                                           |
| 1947      | ф   | Добро пожаловать, незнакомец         | Welcome Stranger                    | Морт Элкинс                                                              |
| 1947      | ф   | Мне не поверят                       | They Won't Believe Me               | Томасон                                                                  |
| 1947      | ф   | Холостяк и девчонка                  | The Bachelor and the Bobby-Soxer    | Джои                                                                     |
| 1947      | ф   | Калифорния                           | California                          | Старк (в титрах не указан)                                               |
| 1947      | ф   | Калькутта                            | Calcutta                            | Джек Коллинз (в титрах не указан)                                        |
| 1947      | ф   | Сияние дня                           | Blaze of Noon                       | мистер Фелл (в титрах не указан)                                         |
| 1948      | ф   | Чёрный Барт                          | Black Bart                          | Дж. Т. Холл                                                              |
| 1948      | ф   | За лесами                            | Another Part of the Forest          | Пеннимэн                                                                 |
| 1948      | ф   | Акт убийства                         | An Act of Murder                    | Пирсон                                                                   |
| 1948      | ф   | Если бы ты знал Сюзи                 | If You Knew Susie                   | редактор (в титрах не указан)                                            |
| 1949      | ф   | Убежище                              | Hideout                             | доктор Хэмилтон Гиббс                                                    |
| 1949      | ф   | Дневник Криминального доктора        | The Crime Doctor's Diary            | Филлип Беллем                                                            |
| 1949      | ф   | Невеста мести                        | Bride of Vengeance                  | советник                                                                 |
| 1949      | ф   | Леди играет в азартные игры          | The Lady Gambles                    | мистер Деннис Сазерленд                                                  |
| 1949      | ф   | Пламя юности                         | Flame of Youth                      | Джордж Бриггс                                                            |
| 1949      | ф   | Ещё раз, моя дорогая                 | Once More, My Darling               | судья Фрейзер                                                            |
| 1949      | ф   | Беспечная жизнь                      | Easy Living                         | Джегер                                                                   |
| 1949      | ф   | Дорогая жена                         | Dear Wife                           | Меткалф                                                                  |
| 1949      | ф   | Танцующие в темноте                  | Dancing in the Dark                 | Барни Бассетт                                                            |
| 1950      | ф   | Великий Руперт                       | The Great Rupert                    | мистер Хэггерти                                                          |
| 1950      | ф   | Женщина в бегах                      | Woman in Hiding                     | толстый торговец                                                         |
| 1950      | ф   | Запятнанный                          | Tarnished                           | Кёртис Джеллисон                                                         |
| 1950      | ф   | Молодой Даниэл Бун                   | Young Daniel Boone                  | Чарли Брайан                                                             |
| 1950      | ф   | По ту сторону пурпурных холмов       | Beyond the Purple Hills             | Амос Рейбёрн                                                             |
| 1950      | ф   | Срочная свадьба                      | Emergency Wedding                   | Форбиш, администратор в универмаге                                       |
| 1950      | ф   | Саутсайд 1-1000                      | Southside 1-1000                    | Слейд Найт, адвокат                                                      |
| 1950      | ф   | Сирано де Бержерак                   | Cyrano de Bergerac                  |                                                                          |
| 1950      | ф   | Без ума от оружия                    | Gun Crazy                           | человек из Чикаго (в титрах не указан)                                   |
| 1950      | ф   | В клетке                             | Caged                               | комиссар Сэм Уокер (в титрах не указан)                                  |
| 1950      | с   | Театр у камина                       | Fireside Theatre                    | 1 эпизод                                                                 |
| 1950      | с   | Театр Магнавокс                      | The Magnavox Theater                | 1 эпизод                                                                 |
| 1950—1954 | с   | Одинокий рейнджер                    | The Lone Ranger                     | 5 эпизодов                                                               |
| 1951      | ф   | Бензиновая аллея                     | Gasoline Alley                      | Уолт Уоллетт                                                             |
| 1951      | ф   | Насаждающий закон                    | The Enforcer                        | Томас О’Хара                                                             |
| 1951      | ф   | Её компания                          | The Company She Keeps               | Джеймисон                                                                |
| 1951      | ф   | Преследование на миллион долларов    | Million Dollar Pursuit              | Боуен                                                                    |
| 1951      | ф   | Король родео и сеньорита             | Rodeo King and the Senorita         | мистер Ричардс                                                           |
| 1951      | ф   | Корки с бензиновой аллеи             | Corky of Gasoline Alley             | Уолт Уоллетт                                                             |
| 1951      | ф   | Неизвестный человек                  | The Unknown Man                     | Эд, дактилоскопист                                                       |
| 1951      | ф   | Белль Легран                         | Belle Le Grand                      | Смит (в титрах не указан)                                                |
| 1951      | ф   | Три парня по имени Майк              | Three Guys Named Mike               | мистер Хеймс (в титрах не указан)                                        |
| 1951      | ф   | Френсис на скачках                   | Francis Goes to the Races           | доктор Куимби (в титрах не указан)                                       |
| 1951      | ф   | Моложе себя и не почувствуешь        | As Young as You Feel                | начальник по продажам (в титрах не указан)                               |
| 1951      | ф   | Человек в седле                      | Man in the Saddle                   | Лав Бидвелл (в титрах не указан)                                         |
| 1951      | ф   | Рэкет                                | The Racket                          | Митчелл, сотрудник офиса Крейга (в титрах не указан)                     |
| 1951      | ф   | Держи себя в руках!                  | Behave Yourself!                    | сержант полиции О’Нил (в титрах не указан)                               |
| 1951      | ф   | Со звёздами на борту                 | Starlift                            | Боб Уэйн (в титрах не указан)                                            |
| 1952      | ф   | Бандитская империя                   | Hoodlum Empire                      | сенатор Блейк                                                            |
| 1952      | ф   | Узкая грань                          | The Narrow Margin                   | детектив, сержант Гас Форбс                                              |
| 1952      | ф   | Карсон-Сити                          | Carson City                         |                                                                          |
| 1952      | ф   | Сестра Керри                         | Carrie                              | мистер Гудман                                                            |
| 1952      | ф   | Можно входить без стука              | Don't Bother to Knock               | мистер Бэллью                                                            |
| 1952      | ф   | Железная госпожа                     | The Iron Mistress                   | доктор Кьюни                                                             |
| 1952      | ф   | Стоп, ты меня убиваешь               | Stop, You're Killing Me             | Клайд Пост                                                               |
| 1952      | ф   | Есть место еще для одного            | Room for One More                   | мистер Тейлор (в титрах не указан)                                       |
| 1952      | ф   | Скандальная хроника                  | Scandal Sheet                       | Пит (в титрах не указан)                                                 |
| 1952      | ф   | Трое в спальном купе                 | Three for Bedroom C                 | доброжелатель на станции (в титрах не указан)                            |
| 1952      | ф   | Вашингтонская история                | Washington Story                    | конгрессмен, рассказывающий историю почтовой службы (в титрах не указан) |
| 1952      | ф   | Большое небо                         | The Big Sky                         | торговец лошадьми (в титрах не указан)                                   |
| 1952      | ф   | Голубые Скалистые горы Канады        | Blue Canadian Rockies               | Сайрус Хигби (в титрах не указан)                                        |
| 1952      | с   | Небесный король                      | Sky King                            | 1 эпизод                                                                 |
| 1952      | с   | Витрина вашего ювелира               | Your Jeweler's Showcase             | 2 эпизода                                                                |
| 1952      | с   | Театр от «Шеврон»                    | Chevron Theatre                     | 2 эпизода                                                                |
| 1952—1954 | с   | Театр звёзд от «Шлитц»               | Schlitz Playhouse of Stars          | 2 эпизода                                                                |
| 1952—1956 | с   | Телевизионный театр «Форда»          | The Ford Television Theatre         | 2 эпизода                                                                |
| 1953      | ф   | Клоун                                | The Clown                           | Галлахер                                                                 |
| 1953      | ф   | Система                              | The System                          | Джерри Аллен                                                             |
| 1953      | ф   | Страна коров                         | Cow Country                         | Джо Дейвис                                                               |
| 1953      | ф   | Театральный фургон                   | The Band Wagon                      | продюсер (в титрах не указан)                                            |
| 1953      | с   | Твоя любимая история                 | Your Favorite Story                 | 1 эпизод                                                                 |
| 1953      | с   | Мой герой                            | My Hero                             | 1 эпизод                                                                 |
| 1953      | с   | Мистер и миссис Норт                 | Mr. & Mrs. North                    | 1 эпизод                                                                 |
| 1953      | с   | Летний театр                         | Summer Theatre                      | 1 эпизод                                                                 |
| 1953      | с   | Жизнь с отцом                        | Life with Father                    | 1 эпизод                                                                 |
| 1953—1954 | с   | Гордость семьи                       | The Pride of the Family             | Чарли, 3 эпизода                                                         |
| 1953—1955 | с   | Видеотеатр от «Люкс»                 | Lux Video Theatre                   | 3 эпизода                                                                |
| 1953—1959 | с   | Письмо к Лоретте                     | Letter to Loretta                   | 4 эпизода                                                                |
| 1954      | ф   | Лазейка                              | Loophole                            | Херман Тейт                                                              |
| 1954      | ф   | Юбилейный путь                       | Jubilee Trail                       | Мори, управляющий гостиницы (в титрах не указан)                         |
| 1954      | ф   | Река, не текущая вспять              | River of No Return                  | Бен (в титрах не указан)                                                 |
| 1954      | ф   | Звезда родилась                      | A Star Is Born                      | руководитель студии на премьере (в титрах не указан)                     |
| 1954      | ф   | Приключения Тарзана в джунглях       | Tarzan's Hidden Jungle              | мистер Джонсон (в титрах не указан)                                      |
| 1954      | с   | Топпер                               | Topper                              | 1 эпизод                                                                 |
| 1954      | с   | Общественный защитник                | Public Defender                     | 1 эпизод                                                                 |
| 1954      | с   | Порт                                 | Waterfront                          | 1 эпизод                                                                 |
| 1954      | с   | Рамар из джунглей                    | Ramar of the Jungle                 | 1 эпизод                                                                 |
| 1954—1959 | с   | Театр четырёх звёзд                  | Four Star Playhouse                 | 2 эпизода                                                                |
| 1954—1965 | с   | Приключения Оззи и Харриет           | The Adventures of Ozzie and Harriet | 2 эпизода                                                                |
| 1955      | ф   | Стальная клетка                      | The Steel Cage                      | член правления тюрьмы Алан Фернесс                                       |
| 1955      | ф   | Перебежчики в Вайоминге              | Wyoming Renegades                   | Хорас Уоррен                                                             |
| 1955      | ф   | Ночь охотника                        | The Night of the Hunter             | Уолт Спун                                                                |
| 1955      | ф   | Годы в седле                         | The Rawhide Years                   | Фрэнк Портер                                                             |
| 1955      | с   | Сцена 7                              | Stage 7                             | 1 эпизод                                                                 |
| 1955      | с   | Мой друг Флика                       | My Friend Flicka                    | 1 эпизод                                                                 |
| 1955      | с   | Наша мисс Брукс                      | Our Miss Brooks                     | 1 эпизод                                                                 |
| 1955      | с   | Час звёзд                            | Hour of Stars                       | 1 эпизод                                                                 |
| 1955      | с   | Секретный журнал доктора Хадсона     | Dr. Hudson's Secret Journal         | 1 эпизод                                                                 |
| 1955—1956 | с   | Кавалькада Америки                   | Cavalcade of America                | 2 эпизода                                                                |
| 1955—1956 | с   | Час «Двадцатого века-Фокс»           | The 20th Century-Fox Hour           | 2 эпизода                                                                |
| 1955—1957 | с   | Миллионер                            | The Millionaire                     | 2 эпизода                                                                |
| 1955—1970 | с   | Лэсси                                | Lassie                              | 5 эпизодов                                                               |
| 1956      | ф   | За высокой стеной                    | Behind the High Wall                | Тодд Макгрегор                                                           |
| 1956      | ф   | Убийца на свободе                    | The Killer Is Loose                 | мистер Фримен (в титрах не указан)                                       |
| 1956      | с   | Отец знает лучше                     | Father Knows Best                   | 1 эпизод                                                                 |
| 1956      | с   | Кульминация                          | Climax!                             | 1 эпизод                                                                 |
| 1956      | с   | Театр кинорежиссёров                 | Screen Directors Playhouse          | 1 эпизод                                                                 |
| 1956      | с   | Конфликт                             | Conflict                            | 1 эпизод                                                                 |
| 1956      | с   | Театр знаменитостей                  | Celebrity Playhouse                 | 1 эпизод                                                                 |
| 1956      | с   | Первый ряд в центре                  | Front Row Center                    | 1 эпизод                                                                 |
| 1956      | с   | Эй, Джинни!                          | Hey, Jeannie!                       | 1 эпизод                                                                 |
| 1956      | с   | В суде                               | On Trial                            | 1 эпизод                                                                 |
| 1956      | с   | Театр Этель Бэрримор                 | Ethel Barrymore Theater             | 1 эпизод                                                                 |
| 1957      | ф   | Перестрелка в Медисин-Бэнд           | Shoot-Out at Medicine Bend          | мэр Сэм Пелли                                                            |
| 1957      | ф   | Джокер                               | The Joker Is Wild                   | крикун на Копакабане (в титрах не указан)                                |
| 1957      | с   | Сломанная стрела                     | Broken Arrow                        | 2 эпизода                                                                |
| 1957      | с   | Шоу Гейл Сторм: О! Сюзанна           | The Gale Storm Show: Oh! Susanna    | 1 эпизод                                                                 |
| 1957      | с   | Театр 90                             | Playhouse 90                        | 1 эпизод                                                                 |
| 1957      | с   | Вест-Пойнт                           | West Point                          | 1 эпизод                                                                 |
| 1957      | с   | Блонди                               | Blondie                             | 1 эпизод                                                                 |
| 1957      | с   | Истории Уэллс-Фарго                  | Tales of Wells Fargo                | 1 эпизод                                                                 |
| 1957      | с   | Шериф Кочиза                         | The Sheriff of Cochise              | 1 эпизод                                                                 |
| 1957      | с   | Театр О. Генри                       | The O.Henry Playhouse               | 1 эпизод                                                                 |
| 1957      | с   | Цирковой мальчик                     | Circus Boy                          | 1 эпизод                                                                 |
| 1957      | с   | Телеграфная служба                   | Wire Service                        | 1 эпизод                                                                 |
| 1957      | с   | Серый призрак                        | The Gray Ghost                      | 1 эпизод                                                                 |
| 1957—1962 | с   | Есть оружие – будут путешествия      | Have Gun - Will Travel              | 4 эпизода                                                                |
| 1957—1962 | с   | Перри Мейсон                         | Perry Mason                         | 3 эпизода                                                                |
| 1958      | ф   | Самый крутой ствол в Томбстоуне      | The Toughest Gun in Tombstone       | Дэвид Купер, оценщик                                                     |
| 1958      | ф   | Кнут                                 | Bullwhip                            | судья Карр                                                               |
| 1958      | с   | Беспокойное оружие                   | The Restless Gun                    | 2 эпизода                                                                |
| 1958      | с   | Настоящие Маккой                     | The Real McCoys                     | 1 эпизод                                                                 |
| 1958      | с   | Кольт 45                             | Colt .45                            | 1 эпизод                                                                 |
| 1958      | с   | Театр Десилу от «Вестигауз»          | Westinghouse Desilu Playhouse       | 1 эпизод                                                                 |
| 1958      | с   | Мишень                               | Target                              | 1 эпизод                                                                 |
| 1958      | с   | Жизнь и житие Уайатта Эрпа           | The Life and Legend of Wyatt Earp   | 1 эпизод                                                                 |
| 1958      | с   | Ричард Даймонд, частный детектив     | Richard Diamond, Private Detective  | 1 эпизод                                                                 |
| 1958      | с   | Выслеживание                         | Trackdown                           | 1 эпизод                                                                 |
| 1958—1960 | с   | Шугарфут                             | Sugarfoot                           | 2 эпизода                                                                |
| 1958—1961 | с   | Маверик                              | Maverick                            | 3 эпизода                                                                |
| 1958—1961 | с   | Представитель закона                 | Lawman                              | 3 эпизода                                                                |
| 1958—1965 | с   | Караван повозок                      | Wagon Train                         | 2 эпизода                                                                |
| 1959      | ф   | Шериф Уорлока                        | Warlock                             | доктор Вагнер                                                            |
| 1959      | с   | Бронко                               | Bronco                              | 1 эпизод                                                                 |
| 1959      | с   | Шаг за грань                         | One Step Beyond                     | 1 эпизод                                                                 |
| 1959      | с   | Зорро                                | Zorro                               | 1 эпизод                                                                 |
| 1959      | с   | Полковник Хамфри Флэк                | Colonel Humphrey Flack              | 1 эпизод                                                                 |
| 1959      | с   | Шоу Дейвида Найвена                  | The David Niven Show                | 1 эпизод                                                                 |
| 1959      | с   | Отель де Пари                        | Hotel de Paree                      | 1 эпизод                                                                 |
| 1959—1960 | с   | Театр «Дженерал Электрик»            | General Electric Theater            | 2 эпизода                                                                |
| 1959—1962 | с   | Шайенн                               | Cheyenne                            | 2 эпизода                                                                |
| 1960      | ф   | Багдадский чародей                   | The Wizard of Baghdad               | халиф Рашид (в титрах не указан)                                         |
| 1960      | с   | Альфред Хичкок представляет          | Alfred Hitchcock Presents           | 1 эпизод                                                                 |
| 1960      | с   | Закон и мистер Джонс                 | The Law and Mr. Jones               | 1 эпизод                                                                 |
| 1960      | с   | Шоссе 66                             | Route 66                            | 1 эпизод                                                                 |
| 1960      | с   | Техасец                              | The Texan                           | 1 эпизод                                                                 |
| 1960      | с   | Жители Аляски                        | The Alaskans                        | 1 эпизод                                                                 |
| 1960      | с   | Большое жюри                         | Grand Jury                          | 1 эпизод                                                                 |
| 1960—1962 | с   | Ларами                               | Laramie                             | 3 эпизода                                                                |
| 1961      | ф   | Мальчик, который поймал преступника  | Boy Who Caught a Crook              | полковник                                                                |
| 1961      | с   | Шепчущий Смит                        | Whispering Smith                    | 1 эпизод                                                                 |
| 1961      | с   | Следуй за солнцем                    | Follow the Sun                      | 1 эпизод                                                                 |
| 1961—1962 | с   | Пит и Глэдис                         | Pete and Gladys                     | 2 эпизода                                                                |
| 1962      | ф   | Джек, убийца великанов               | Jack the Giant Killer               | Имп                                                                      |
| 1962      | ф   | Святые грешники                      | Saintly Sinners                     | отец Дан Шеридан                                                         |
| 1962      | с   | Бонанза                              | Bonanza                             | 1 эпизод                                                                 |
| 1962      | с   | Высокий человек                      | The Tall Man                        | 1 эпизод                                                                 |
| 1962      | с   | Сотня Кейна                          | Cain's Hundred                      | 1 эпизод                                                                 |
| 1962      | с   | Шоу Дика Пауэлла                     | The Dick Powell Show                | 1 эпизод                                                                 |
| 1962      | с   | Новая порода                         | The New Breed                       | 1 эпизод                                                                 |
| 1962      | с   | Напрямую                             | Straightaway                        | 1 эпизод                                                                 |
| 1962—1963 | с   | Энсин О’Тул                          | Ensign O'Toole                      | 2 эпизода                                                                |
| 1962—1964 | с   | Сыромятная плеть                     | Rawhide                             | 2 эпизода                                                                |
| 1963      | ф   | Деликатное состояние папы            | Papa's Delicate Condition           | помощник мэра Джио                                                       |
| 1963      | ф   | Скотопромышленник                    | Cattle King                         | Джон, пьяница в клубе Шайенн (в титрах не указан)                        |
| 1963      | ф   | За любовь или за деньги              | For Love or Money                   | Мило (в титрах не указан)                                                |
| 1963      | с   | Темпл Хьюстон                        | Temple Houston                      | 1 эпизод                                                                 |
| 1963      | с   | Мистер Смит едет в Вашингтон         | Mr. Smith Goes to Washington        | 1 эпизод                                                                 |
| 1963      | с   | Я иду своим путём                    | Going My Way                        | 1 эпизод                                                                 |
| 1964      | с   | Станция Юбочкино                     | Petticoat Junction                  | 1 эпизод                                                                 |
| 1965      | ф   | Очень необычная услуга               | A Very Special Favor                | мистер Калвин Ратледж (в титрах не указан)                               |
| 1965      | с   | Диснейленд                           | Disneyland                          | 1 эпизод                                                                 |
| 1965      | с   | Дымок из ствола                      | Gunsmoke                            | 1 эпизод                                                                 |
| 1966      | ф   | Техас за рекой                       | Texas Across the River              | мистер Нейлор                                                            |
| 1966      | с   | Шоу Люси                             | The Lucy Show                       | 1 эпизод                                                                 |
| 1966      | с   | Отряд «Ф»                            | F Troop                             | 1 эпизод                                                                 |
| 1966      | с   | Дикий дикий запад                    | The Wild Wild West                  | 1 эпизод                                                                 |
| 1966      | с   | Пистолеты и юбки                     | Pistols 'n' Petticoats              | 1 эпизод                                                                 |
| 1967      | с   | Вторые сто лет                       | The Second Hundred Years            | 1 эпизод                                                                 |
| 1967      | с   | Моя жена меня приворожила            | Bewitched                           | 1 эпизод                                                                 |
| 1967      | с   | Пожалуйста, не ешь эти ромашки       | Please Don't Eat the Daisies        | 1 эпизод                                                                 |
| 1967      | с   | Ларедо                               | Laredo                              | 1 эпизод                                                                 |
| 1967      | с   | Театр CBS                            | CBS Playhouse                       | 1 эпизод                                                                 |
| 1968      | ф   | Невозможные годы                     | The Impossible Years                | доктор Элиот Фиш                                                         |
| 1969      | ф   | Поколение                            | Generation                          | Гилберт                                                                  |
| 1969      | с   | Мэйберри                             | Mayberry R.F.D.                     | 1 эпизод                                                                 |
| 1970      | ф   | How Do I Love Thee?                  | Как я тебя люблю?                   | доктор Литтлфилд                                                         |
| 1970      | с   | Мэнникс                              | Mannix                              | 1 эпизод                                                                 |
| 1970      | с   | Виргинец                             | The Virginian                       | 1 эпизод                                                                 |
| 1970—1971 | с   | Няня и профессор                     | Nanny and the Professor             | 4 эпизода                                                                |
| 1971      | с   | Арни                                 | Arnie                               | 1 эпизод                                                                 |
| 1977      | тф  | Наш город                            | Our Town                            | констебль Уоррен                                                         |
| 1977      | с   | Мод                                  | Maude                               | 1 эпизод                                                                 |
| 1982      | с   | Маленький домик в прериях            | Little House on the Prairie         | 1 эпизод                                                                 |
| 1984      | ф   | Никелевая гора                       | Nickel Mountain                     | Док Кэти                                                                 |
| 1984      | с   | Путь на небеса                       | Highway to Heaven                   | 1 эпизод                                                                 |